# Lyelliana dryophila
Lyelliana dryophila là một loài bướm đêm trong họ Geometridae.